# Mathias Jozef Savelberg
Mathias Jozef Savelberg (Heerlen, 28 mei 1825 - aldaar, 4 augustus 1894) was een Nederlands bestuurder. Hij was burgemeester van Heerlen tussen 1869 en 1894.
Bij zijn ambtsaanvaarding was Heerlen in twee elkaar heftig bestrijdende partijen verdeeld: de liberalen en de conservatieven, maar "door het bezadigd en rechtvaardig bestuur van burgemeester Savelberg (zelf conservatief) verloor de oppositie al spoedig haar reden van bestaan".
De lange bestuursperiode van Savelberg, zoon van een Heerlense wijnhandelaar, kenmerkte zich door de bouw van een nieuw gemeentehuis, kantongerecht, gevangenis, kazerne en telegraafkantoor; de eerste uitgifte van mijnconcessies (in 1873) en de aanzet tot de totstandkoming van de spoorweg Sittard-Heerlen-Herzogenrath (gerealiseerd in 1896).
Zijn broer Peter Joseph Savelberg was een invloedrijk katholiek geestelijke en zijn zoon Hendrik Savelberg reikte als jurist tot het ambt van vice-president van de Hoge Raad.